# Arthur Briët
Arthur Henri Christiaan (Arthur) Briët (Madioen, 25 januari 1867 - Nunspeet, 23 februari 1939) was een Nederlands schilder.

## Leven en werk

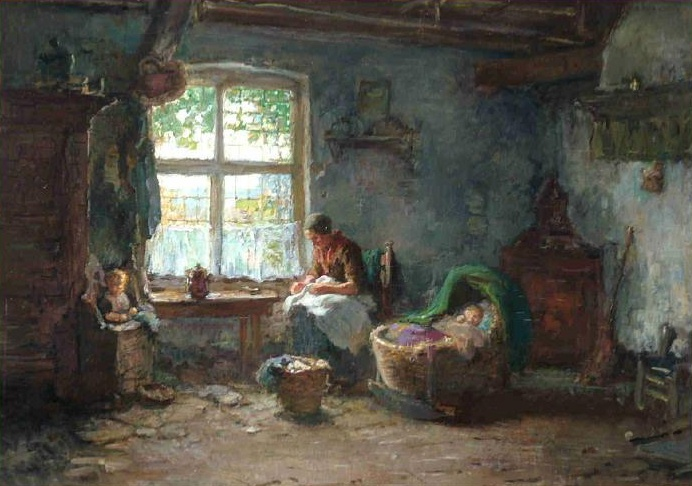
Interieur door Arthur Briët

Briët werd in 1867 op Java geboren als zoon van de predikant Paul Fredrik Willem Briët en van Susanna Ignatia van Leeuwen. Zijn vader overleed toen hij één jaar was. Zijn moeder keerde terug naar Nederland, hertrouwde en ging in Utrecht wonen. Briët groeide op in Utrecht en kreeg daar tekenlessen van Jozef Hoevenaar. Een verdere teken- en schildersopleiding volgde hij vanaf 1884 aan de Academie van Antwerpen. Hij werd opgeleid door onder anderen Alexandre Struys en Charles Verlat. Al tijdens zijn studieperiode in Antwerpen, in 1886, wist hij een koninklijk stipendium te verkrijgen waarmee hij, na afronding van zijn studie in Antwerpen, in 1888 in Parijs kon gaan studeren. Vanuit Parijs maakte hij reizen naar diverse Italiaanse plaatsen om te schilderen. Na zijn terugkeer in Parijs en daarna een verblijf in het Belgische Mechelen keerde hij terug naar Nederland. Hij schilderde vervolgens in Noord-Brabant, Utrecht en Den Haag. Na zijn huwelijk met Johanna Sophia Antonia Vorsterman van Oijen op 18 mei 1893 te Oisterwijk vestigde hij zich in Nunspeet, waar hij veel taferelen, m.n. talloze boerenbinnenhuizen, vastlegde.
Briët tekende en schilderde zowel portretten, genrestukken als landschappen. Zijn werk werd onder meer aangekocht door het Musée du Luxembourg in Parijs. In Nederland is werk van Briët te vinden in het Kunstmuseum Den Haag, het Centraal Museum te Utrecht, het Kröller-Müller Museum te Otterlo, het Van Abbemuseum te  Eindhoven, het Singer Museum te Laren, het Noord-Veluws Museum in Nunspeet en diverse andere musea. In 1937 werd Briët benoemd tot Officier in de Orde van Oranje-Nassau Briët overleed in februari 1939 op 72-jarige leeftijd in zijn woonplaats Nunspeet.